# Пуста (Угорщина)

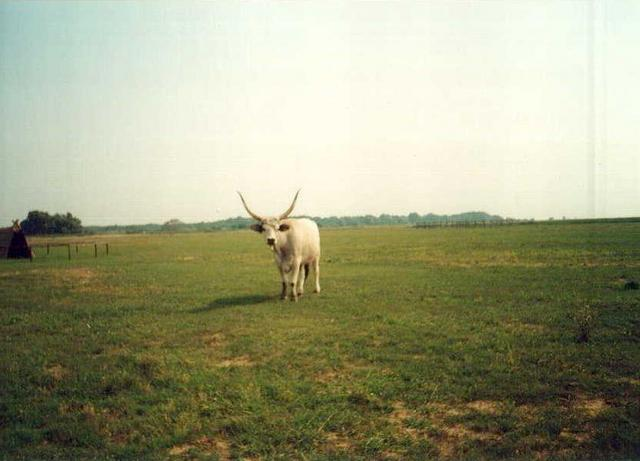
Пуста Хортобадь

Пуста (угор. puszta, перекладається як Голий) — велика степова зона на північному сході Угорщини (регіон Великий Альфельд).
У Пусті переважає посушлива погода, степова рослинність і континентальний клімат. Ґрунт складається значною мірою з піску, але водночас високий рівень ґрунтових вод дозволяє масштабне зрошення місцевості, завдяки чому незайманий степ нині можна побачити лише подекуди, наприклад, у національному парку «Гортобадь» (Hortobágy).
Етимологічно назва Пуста походить від слов'янського кореня, присутнього в українських словах «пустир», «пустеля» або хорв. pust, pusta, pusto або словац. púšť.
Пуста є ексклавом євразійських степів.